# 王元 (萬曆進士)
王元（1548年—？），字叔調，陝西寧夏衛軍籍，明朝政治人物。

## 生平
嘉靖三十七年（1558年）戊午科陝西鄉試第三十八名，萬曆五年（1577年）丁丑科會試第一百四名，登三甲第一百三十八名進士。官山西太谷知县。

## 家族
曾祖王玄；祖父王銳；父王大訓。母劉氏。慈侍下。